# Chikadapur, Hungund
Chikadapur là một làng thuộc tehsil Hungund, huyện Bagalkot, bang Karnataka, Ấn Độ.